# Laval-Ouest (ancienne circonscription fédérale)
Pour les articles homonymes, voir Laval.
Laval-Ouest (précédemment connue sous le nom de Mille-Îles et de Laval) fut une circonscription électorale fédérale située dans la région de Laval au Québec, représentée de 1979 à 2004.
La circonscription de Mille-Îles a été créée en 1976 à partir de Laval. Renommée Laval en 1977 et Laval-Ouest en 1990, la circonscription fut abolie en 2003 et redistribuée parmi Laval et Laval—Les Îles.

## Géographie
En 1990, la circonscription de Laval-Ouest était située entièrement sur l'île de Laval

## Liste des députés
| Législature                                | Années    | Député         | Député            | Parti                     |
| ------------------------------------------ | --------- | -------------- | ----------------- | ------------------------- |
| Laval issue de Laval                       |           |                |                   |                           |
| 31e                                        | 1979–1980 |                | Marcel-Claude Roy | Libéral                   |
| 32e                                        | 1980–1984 |                | Marcel-Claude Roy | Libéral                   |
| 33e                                        | 1984–1988 |                | Guy Ricard        | Progressiste-conservateur |
| 34e                                        | 1988–1993 |                | Guy Ricard        | Progressiste-conservateur |
| Laval Ouest                                |           |                |                   |                           |
| 35e                                        | 1993–1997 |                | Michel Dupuy      | Libéral                   |
| 36e                                        | 1997–2000 | Raymonde Folco |                   | Libéral                   |
| 37e                                        | 2000–2004 | Raymonde Folco |                   | Libéral                   |
| Redistribuée parmi Laval et Laval—Les Îles |           |                |                   |                           |